# Guest (Weitenhagen)
Guest ist ein Ortsteil der Gemeinde Weitenhagen im Landkreis Vorpommern-Greifswald.

## Geografie
Guest liegt rund acht Kilometer südöstlich des Zentrums von Greifswald. Der Ort liegt auf einer leicht welligen Fläche von 12 bis 34 Meter über NHN.
Der Ort befindet sich im Bereich der Lehmplatten des vorpommerschen Flachlandes. Auf einem mehrschichtigen Grund aus Mergel mit zwischengelagerten Sanden wurden am Ende der Eiszeit von abschmelzenden Gletschern nochmals zwei bis acht Meter mächtige Sandschichten abgelagert (Teile der sogenannten Franzburger Staffel). Örtlich hinterließ abfließendes Schmelzwasser südwärts gerichtete Rinnen, die später vermoorten (heute Grünland oder Moorwald).
Landwirtschaftsflächen und Wald nehmen heute annähernd gleich große Teile des Gemeindegebietes ein. Die meisten Waldflächen waren vom Mittelalter bis zum Beginn des 19. Jahrhunderts gerodet und erst danach wieder aufgeforstet worden, einige Bereiche (z. B. südlich von Guest) haben jedoch immer Wald getragen.

## Geschichte

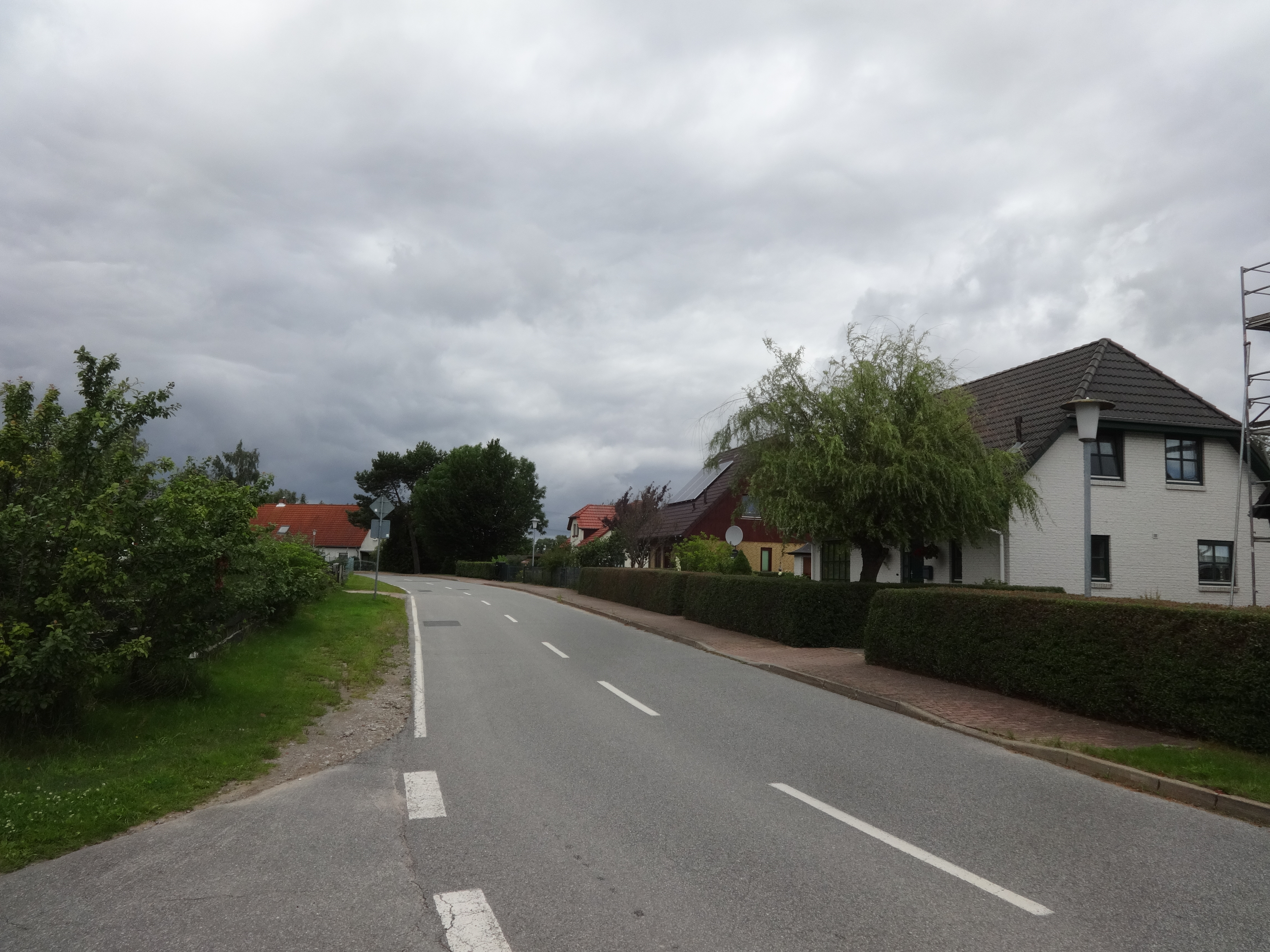
Dorfstraße in Guest

Guest wurde erstmals 1249 als „Gustin“ urkundlich genannt, als sich das Kloster Eldena und die Herren von Behr über die Grenze des Dorfes zum benachbarten Diedrichshagen einigten. Die Urkunde ist nur als Regest aus dem 16. Jahrhundert überliefert. Erst 1658 wurde der Name „Güst“ verwandt, der aktuelle Name wurde 1806 erwähnt.
Nach einer anderen Deutung wurde Guest erst 1349 in einer Urkunde der Gützkower Grafen genannt.
Der Name Guest (manchmal auch Güst geschrieben) ist dagegen offenbar die „Eindeutschung“ eines früheren (älteren) slawischen Ortsnamens (vermutlich Gustin o. ä.). Möglicherweise ist es eine Verballhornung, denn güst bedeutet im Niederdeutschen so viel wie unfruchtbar, trocken oder nicht trächtig, was die Bodeneigenschaften der meisten Flächen um den Ort charakterisiert.
In der schwedischen Vermessungskarte (Matrikelkarte) wurde der Name als Just geschrieben. Der Name bedeutet im slawischen so viel wie dicht, was sich auf den umliegenden Wald bezog, der erst durch die frühdeutschen Hagensiedlungen gerodet wurde.
Bei den Erstnennungen des Dorfes waren die Besitzer die Familie von Behr. Um 1600 gehörte das Gut dann der Familie Schmachtshagen. Als dieses Geschlecht 1656 erlosch, fiel der Besitz an den Lehnsherren – die schwedischen Könige zurück. Im Dorf gab es neben den Gutsarbeitern in ihren Katen nur einen Bauern und den Krüger (Gastwirt). 1747 erwarb dann wieder die Familie von Behr das Gut, die es aber 1776 an Hauptmann von Horn verkaufte. Aber schon 1784 verkaufte er es wieder und bis 1865 (Bericht Berghaus) und wohl auch danach wechselten laufend die Besitzer, es war damit ein so genanntes Walzengut.
Guest gehörte zum Kirchspiel Weitenhagen. Es hatte 1865 105 Einwohner, 7 Wohnhäuser, 1 Fabrikgebäude (Mühle) und 10 Wirtschaftsgebäude. Eine Besonderheit des Gutes war die große Schafherde mit 930 Tieren.
Das Gut Guest bestand bis 1945. 1945 richtete die Rote Armee hier ein Pferdelazarett ein, denn mit Pferden wurden im Nahbereich gut die Hälfte aller Transporte abgewickelt. Dadurch wurde das Gut Guest erst ein paar Jahre später aufgeteilt (wahrscheinlich 1948 oder 1949).
Es entstand danach entsprechend der Bodenreform eine Neubauernsiedlung neben dem Gutshof, die von Flüchtlingen bzw. Umsiedlern vorwiegend aus Ostpreußen errichtet wurde.
In Guest sind neben dem denkmalgeschützten Speicher (jetzt Kindergarten) auch das zum Mietshaus umgebaute Gutshaus und mehrere kleine Gebäude gut erhalten. Die stattlichen Ställe wurden durch die TLG Immobilien beseitigt, um die Flächen für Wohngrundstücke zu veräußern. Trotz inzwischen neu hinzugekommener Gebäude sind die Strukturen des früheren Gutes und der Siedlung noch erkennbar. In Guest gibt es einen kleinen Gutspark und Reste eines alten Gutsobstgartens.
Bis zum 26. Mai 2019 gehörte Guest zur Gemeinde Diedrichshagen und wurde mit diesem Ort in die westlich benachbarte Gemeinde Weitenhagen eingemeindet.

## Nachweise
1. ↑  Klaus Conrad (Bearb.): Pommersches Urkundenbuch. Band 1. 2. Auflage (= Veröffentlichungen der Historischen Kommission für Pommern. Reihe 2, Bd. 1). Böhlau Verlag, Köln/Wien 1970, Nr. 485c.
2. ↑  Manfred Niemeyer: Ostvorpommern. Quellen- und Literatursammlung zu den Ortsnamen, Bd. 2: Festland (= Greifswalder Beiträge zur Ortsnamenkunde, Bd. 2), Ernst-Moritz-Arndt-Universität Greifswald, Institut für Slawistik, Greifswald 2001, ISBN 3-86006-149-6; S. 28 ff
3. ↑  Hoffmann, Johannes; Die Grafschaft Gützkow; Doktorarbeit 1946; Maschinenschrift in Uni-Bibliothek Greifswald; S. 71
4. ↑  Statistisches Amt Mecklenburg-Vorpommern: Gebietsänderungen in Mecklenburg-Vorpommern. 6. Februar 2019 bis 18. März 2019 (Memento des Originals vom 31. März 2019 im Internet Archive)  Info: Der Archivlink wurde automatisch eingesetzt und noch nicht geprüft. Bitte prüfe Original- und Archivlink gemäß Anleitung und entferne dann diesen Hinweis.

Koordinaten: 54° 3′ N, 13° 27′ O